# Szentsimon
Szentsimon est un village et une ancienne commune rattachée en 1978 à la ville d'Ózd, dans le département de Borsod-Abaúj-Zemplén en Hongrie.